# Michel Bissonnet

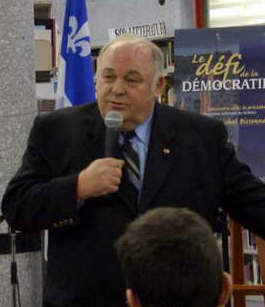
Michel Bissonnet (2004)

Michel Bissonnet (* 28. März 1942 in Montreal) ist ein kanadischer Politiker der Parti libéral du Québec, der Minister in verschiedenen Regierungen der Provinz Québec sowie von 2003 bis 2008 Präsident der Nationalversammlung von Québec war.

## Leben
Michel Bissonnet, Sohn des Beamten Aurélien Bissonnet und der Sekretärin Thérèse Arcand, war nach dem Schulbesuch Angestellter der Stadt Montreal und war dort von 1960 bis 1977 nacheinander Archivar, Büroangestellter, stellvertretender Büroleiter und Büroleiter des Stadtschreibers sowie zuletzt Kommunalwahlkoordinator. Zugleich engagierte er sich für die damalige Nouveau Parti démocratique du Québec (NPD-Québec) von 1966 bis 1968 als deren stellvertretender Hauptorganisator für die Provinz Québec und kandidierte für die Neue Demokratische Partei nach dem Ausscheiden des bisherigen Wahlkreisinhabers Guy Favreau aus dem kanadischen Unterhaus am 3. April 1967 bei der erforderlichen Nachwahl im Wahlkreis Papineau am 29. Mai 1967, unterlag dabei allerdings dem Kandidaten der Liberalen Partei Kanadas, André Ouellet. 1969 kandidierte er erfolglos für die Parti de l’Action Laval bei den Kommunalwahlen in Laval.
Neben seiner Tätigkeit als Kommunalangestellter in Montreal absolvierte Bissonnet zunächst ein Studium der Humanwissenschaften am Collège de Bois-de-Boulogne, welches er 1973 mit einem Diplom (Diplôme d’études collégiales en sciences humaines) beendete. Ein darauf folgendes Studium der Rechtswissenschaften an der Universität Montreal schloss er 1976 ab und erhielt 1977 seine anwaltliche Zulassung in der Provinz Québec. Nach seinem Rechtsreferendariat nahm er eine Tätigkeit als Rechtsanwalt in der Anwaltskanzlei „Bissonnet, Mercadente et Associés“ in Saint-Léonard auf und war auch Gründungsmitglied der dortigen Handelskammer. Als Nachfolger von Jean Di Zazzo war er von 1978 bis zu seiner Ablösung durch Antonio Di Ciocco 1981 war er Bürgermeister der damals noch eigenständigen Stadt Saint-Léonard, die heute eines von 19. Arrondissements von Montreal ist.
Bei der Wahl am 13. April 1981 wurde Michel Bissonnet für die Parti libéral im Wahlkreis „Jeanne-Mance“ erstmals zum Mitglied der Nationalversammlung von Québec gewählt und konnte sich dabei gegen den bisherigen Wahlkreisinhaber Henri-E. Laberge von der Parti Québécois durchsetzen. Er vertrat diesen Wahlkreis nach seiner Wiederwahl am 2. Dezember 1985, 25. September 1989, 12. September 1994 und 30. November 1998 bis zu dessen Auflösung zur Wahl am 14. April 2003. Während seiner Parlamentszugehörigkeit war er zunächst zwischen 1985 und 1989 Vorsitzender der Fraktion der Liberalen Partei sowie im Anschluss vom 28. November 1989 bis 26. September 1994 Vizepräsident der Nationalversammlung. Danach fungierte er zwischen dem 26. September 1994 und dem 10. April 1997 als Whip adjoint und damit als stellvertretender Parlamentarischer Geschäftsführer der Opposition sowie anschließend vom 10. April 1997 bis 28. Oktober 1998 als stellvertretender Vorsitzender des Verkehrs- und Umweltausschusses.
Bei der Wahl am 14. April 2003 wurde Bissonnet für die Liberale Partei im neu geschaffenen Wahlkreis „Jeanne-Mance-Viger“ wieder zum Mitglied der Nationalversammlung gewählt und gehörte dieser nunmehr nach seiner Wiederwahl am 26. März 2007 bis zu seinem Mandatsverzicht am 24. September 2008 an, woraufhin bei der Wahl am 8. Dezember 2008 seine Parteifreundin Filomena Rotiroti zur neuen Abgeordneten für den Wahlkreis „Jeanne-Mance-Viger“ gewählt wurde. Während dieser Zeit übernahm er am 4. Juni 2003 als Nachfolger von Louise Harel von der Parti Québécois das Amt als Präsident der Nationalversammlung und bekleidete diese bis zum 14. Juli 2008, woraufhin François Gendron von der Parti Québécois dieses Amt übernahm.
Am 21. September 2008 wurde Michel Bissonnet als Nachfolger von Frank Zampino für die Kommunalpartei Ensemble Montréal zum Bürgermeister des Montrealer Arrondissement Saint-Léonard gewählt und bekleidet dieses Amt nach seinen Wiederwahlen 2009, 2013, 2017 und 2021 seither. Am 26. Januar 2009 wurde er außerdem zum stellvertretenden Bürgermeister von Montreal ernannt und ist zudem seit dem 17. November 2009 Mitglied des Exekutivrats der Stadt, wobei er sich im August 2013 dem Team unter dem Bürgermeister von Montreal, Denis Coderre, anschloss.

## Auszeichnungen
Am 21. April 2005 wurde Bissonnet für seinen Beitrag zur Förderung der Ideale der Zusammenarbeit und Freundschaft der Frankophonie mit dem Großkreuz des Ordre de la Pléiade der Parlamentarischen Versammlung der Frankophonie ausgezeichnet und erhielt am 2. Juli 2008 das Gedenkmedaillon zum 400. Jahrestag von Québec. Am 13. Juli 2008 wurde er des Weiteren zum Großoffizier der Ehrenlegion ernannt und erhielt zudem sm 13. Mai 2014 die Ehrenmedaille der Nationalversammlung.

## Veröffentlichung
- Rapport du Comité sur le taxi, Gouvernement du Québec, Ministère des Transports, Mitautor Marc-Yvan Côté[8], Québec 1987